# Route nationale 771
Die Route nationale 771, kurz RN 771 oder N 771, war eine französische Nationalstraße, die von 1933 bis 1973 zwischen der N178 im südlichen Châteaubriant und Le Croisic verlief. 1955 erfolgte eine neue Führung zwischen dem Zentrum von Saint-Nazaire und der nördlichen Zuführung. Sie wurde 1978 komplett in die Nationalstraße 171 integriert. 1979 wurde dann zwischen Saint-Nazaire und La Baule diese neue N171 auf eine Schnellstraße verlegt. Dadurch erhielt die von der Schnellstraße ins Zentrum von Saint-Nazaire führende Straße die Nummer N471 (seit 2006 Kommunalstraße). 2006 wurde zwischen Saint-Nazaire und Le Croisic abgestuft. Dabei erhielt die Schnellstraße die Nummer D213, die Verbindung zwischen dieser und der ursprünglichen Trasse der N771/N171 in La Baule die Nummer D192 und der Rest bis zum Ende in Le Croisic die Nummer D245.

## N771e
Die N771E entstand 1955 als Seitenast der N771 aus dieser, als die N771 auf eine Umgehungsstraße gelegt wurde, die nördlich um Saint-Nazaire verlief und dann weiter westlich nach Saint-Nazaire hineinlief. Sie wurde 1973 als D971 abgestuft.